# Egidemia obtusata
Egidemia obtusata är en insektsart som först beskrevs av Melichar 1925.  Egidemia obtusata ingår i släktet Egidemia och familjen dvärgstritar.
Artens utbredningsområde är Peru. Inga underarter finns listade i Catalogue of Life.